# Superbike-Weltmeisterschaft 2005
Die Superbike-WM-Saison 2005 war die 18. in der Geschichte der FIM-Superbike-Weltmeisterschaft. Bei zwölf Veranstaltungen wurden 23 Rennen ausgetragen.

## Punkteverteilung
Weltmeister wird derjenige Fahrer beziehungsweise der Hersteller, der bis zum Saisonende die meisten Punkte in der Weltmeisterschaft angesammelt hat. Bei der Punkteverteilung werden die Platzierungen im Gesamtergebnis des jeweiligen Rennens berücksichtigt. Die fünfzehn erstplatzierten Fahrer jedes Rennens erhalten Punkte nach folgendem Schema:
| Punkteverteilung | Punkteverteilung | Punkteverteilung | Punkteverteilung | Punkteverteilung | Punkteverteilung | Punkteverteilung | Punkteverteilung | Punkteverteilung | Punkteverteilung | Punkteverteilung | Punkteverteilung | Punkteverteilung | Punkteverteilung | Punkteverteilung | Punkteverteilung |
| ---------------- | ---------------- | ---------------- | ---------------- | ---------------- | ---------------- | ---------------- | ---------------- | ---------------- | ---------------- | ---------------- | ---------------- | ---------------- | ---------------- | ---------------- | ---------------- |
| Platz            | 1                | 2                | 3                | 4                | 5                | 6                | 7                | 8                | 9                | 10               | 11               | 12               | 13               | 14               | 15               |
| Punkte           | 25               | 20               | 16               | 13               | 11               | 10               | 9                | 8                | 7                | 6                | 5                | 4                | 3                | 2                | 1                |

In die Wertung kamen alle erzielten Resultate.

## Wissenswertes
- In Katar und San Marino wurden jeweils der erste und in Australien der zweite Lauf abgebrochen, später neu gestartet und die Addition der beiden Teile gewertet.
- In Imola wurde der zweite Lauf wegen starken Regens nicht gestartet.

## Rennergebnisse
|    | Datum  | Rennen         | Strecke                     | Pole-Position   | Lauf | Platz 1                                              | Platz 2                                              | Platz 3                                              | Schn. Rennrunde                                      |
| -- | ------ | -------------- | --------------------------- | --------------- | ---- | ---------------------------------------------------- | ---------------------------------------------------- | ---------------------------------------------------- | ---------------------------------------------------- |
| 1  | 26.02. | Katar          | Losail                      | Régis Laconi    | 1    | Troy Corser                                          | Yukio Kagayama                                       | Régis Laconi                                         | Yukio Kagayama                                       |
| 1  | 26.02. | Katar          | Losail                      | Régis Laconi    | 2    | Yukio Kagayama                                       | Régis Laconi                                         | Troy Corser                                          | Sébastien Gimbert                                    |
| 2  | 03.04. | Australien     | Phillip Island              | Yukio Kagayama  | 1    | Troy Corser                                          | Yukio Kagayama                                       | Chris Vermeulen                                      | Troy Corser                                          |
| 2  | 03.04. | Australien     | Phillip Island              | Yukio Kagayama  | 2    | Troy Corser                                          | Yukio Kagayama                                       | Max Neukirchner                                      | Troy Corser                                          |
| 3  | 24.04. | Spanien        | Valencia                    | Troy Corser     | 1    | Troy Corser                                          | Chris Vermeulen                                      | Yukio Kagayama                                       | Troy Corser                                          |
| 3  | 24.04. | Spanien        | Valencia                    | Troy Corser     | 2    | Troy Corser                                          | Chris Vermeulen                                      | Chris Walker                                         | Troy Corser                                          |
| 4  | 08.05. | Italien        | Monza                       | Yukio Kagayama  | 1    | Troy Corser                                          | Yukio Kagayama                                       | James Toseland                                       | Yukio Kagayama                                       |
| 4  | 08.05. | Italien        | Monza                       | Yukio Kagayama  | 2    | Chris Vermeulen                                      | Régis Laconi                                         | Troy Corser                                          | Chris Vermeulen                                      |
| 5  | 29.05. | Europa         | Silverstone                 | Yukio Kagayama  | 1    | Régis Laconi                                         | Troy Corser                                          | James Toseland                                       | Régis Laconi                                         |
| 5  | 29.05. | Europa         | Silverstone                 | Yukio Kagayama  | 2    | James Toseland                                       | Troy Corser                                          | Noriyuki Haga                                        | Troy Corser                                          |
| 6  | 26.06. | San Marino     | Misano                      | Troy Corser     | 1    | Régis Laconi                                         | Chris Vermeulen                                      | Troy Corser                                          | Chris Vermeulen                                      |
| 6  | 26.06. | San Marino     | Misano                      | Troy Corser     | 2    | Régis Laconi                                         | Chris Vermeulen                                      | Troy Corser                                          | Régis Laconi                                         |
| 7  | 17.07. | Tschechien     | Brünn                       | Troy Corser     | 1    | Troy Corser                                          | James Toseland                                       | Régis Laconi                                         | Troy Corser                                          |
| 7  | 17.07. | Tschechien     | Brünn                       | Troy Corser     | 2    | Noriyuki Haga                                        | Troy Corser                                          | Chris Vermeulen                                      | Noriyuki Haga                                        |
| 8  | 07.08. | Großbritannien | Brands Hatch (Indy Circuit) | Troy Corser     | 1    | Troy Corser                                          | Noriyuki Haga                                        | Régis Laconi                                         | Noriyuki Haga                                        |
| 8  | 07.08. | Großbritannien | Brands Hatch (Indy Circuit) | Troy Corser     | 2    | Noriyuki Haga                                        | Troy Corser                                          | Chris Vermeulen                                      | Noriyuki Haga                                        |
| 9  | 04.09. | Niederlande    | Assen                       | Chris Vermeulen | 1    | Chris Vermeulen                                      | James Toseland                                       | Noriyuki Haga                                        | Chris Vermeulen                                      |
| 9  | 04.09. | Niederlande    | Assen                       | Chris Vermeulen | 2    | Chris Vermeulen                                      | Noriyuki Haga                                        | James Toseland                                       | Noriyuki Haga                                        |
| 10 | 11.09. | Deutschland    | EuroSpeedway                | Lorenzo Lanzi   | 1    | Chris Vermeulen                                      | Noriyuki Haga                                        | Troy Corser                                          | Noriyuki Haga                                        |
| 10 | 11.09. | Deutschland    | EuroSpeedway                | Lorenzo Lanzi   | 2    | Lorenzo Lanzi                                        | Chris Vermeulen                                      | Noriyuki Haga                                        | Noriyuki Haga                                        |
| 11 | 02.10. | Italien        | Imola                       | Chris Vermeulen | 1    | Chris Vermeulen                                      | Troy Corser                                          | Noriyuki Haga                                        | Troy Corser                                          |
| 11 | 02.10. | Italien        | Imola                       | Chris Vermeulen | 2    | Der zweite Lauf wurde wegen starken Regens abgesagt. | Der zweite Lauf wurde wegen starken Regens abgesagt. | Der zweite Lauf wurde wegen starken Regens abgesagt. | Der zweite Lauf wurde wegen starken Regens abgesagt. |
| 12 | 09.10. | Frankreich     | Magny-Cours                 | Chris Vermeulen | 1    | Chris Vermeulen                                      | Yukio Kagayama                                       | James Toseland                                       | Chris Vermeulen                                      |
| 12 | 09.10. | Frankreich     | Magny-Cours                 | Chris Vermeulen | 2    | Lorenzo Lanzi                                        | Yukio Kagayama                                       | Noriyuki Haga                                        | Lorenzo Lanzi                                        |

## Fahrerwertung
| 1  | Troy Corser         | Suzuki GSX-R 1000 K5           | Alstare Suzuki Corona Extra       | 433 |
| 2  | Chris Vermeulen     | Honda CBR 1000 RR              | Winston Ten Kate Honda            | 379 |
| 3  | Noriyuki Haga       | Yamaha YZF-R1                  | Yamaha Motor Italia WSB           | 271 |
| 4  | James Toseland      | Ducati 999 F05                 | Ducati Xerox                      | 254 |
| 5  | Yukio Kagayama      | Suzuki GSX-R 1000 K5           | Alstare Suzuki Corona Extra       | 252 |
| 6  | Régis Laconi        | Ducati 999 F05                 | Ducati Xerox                      | 221 |
| 7  | Chris Walker        | Kawasaki ZX-10R                | PSG-1 Kawasaki Corse              | 160 |
| 8  | Andrew Pitt         | Yamaha YZF-R1                  | Yamaha Motor Italia WSB           | 156 |
| 9  | Lorenzo Lanzi       | Ducati 999 RS / Ducati 999 F05 | Ducati SC Caracchi / Ducati Xerox | 150 |
| 10 | Pierfrancesco Chili | Honda CBR 1000 RR              | Klaffi Honda                      | 131 |
| 11 | Karl Muggeridge     | Honda CBR 1000 RR              | Winston Ten Kate Honda            | 124 |
| 12 | Max Neukirchner     | Honda CBR 1000 RR              | Klaffi Honda                      | 123 |
|    | Norick Abe          | Yamaha YZF-R1                  | Yamaha Motor France-Ipone         | 123 |
| 14 | Giovanni Bussei     | Kawasaki ZX-10R                | Kawasaki Bertocchi                | 64  |
| 15 | Ben Bostrom         | Honda CBR 1000 RR              | Renegade Koji                     | 58  |
| 16 | Sébastien Gimbert   | Yamaha YZF-R1                  | Yamaha Motor France-Ipone         | 46  |
| 17 | Fonsi Nieto         | Kawasaki ZX-10R                | PSG-1 Kawasaki Corse              | 37  |
| 18 | Steve Martin        | Petronas FP1                   | Foggy Petronas Racing             | 35  |
| 19 | Mauro Sanchini      | Kawasaki ZX-10R                | PSG-1 Kawasaki Corse              | 31  |
| 20 | Ivan Clementi       | Ducati 999 RS                  | Team Pedercini                    | 26  |

| 21 | David Checa        | Yamaha YZF-R1        | Yamaha GMT 94             | 25 |
| 22 | Garry McCoy        | Petronas FP1         | Foggy Petronas Racing     | 15 |
| 23 | Gianluca Nannelli  | Ducati 999 RS        | Ducati SC Caracchi        | 13 |
|    | José Luis Cardoso  | Yamaha YZF-R1        | D.F.X. Treme              | 13 |
| 25 | Alessio Corradi    | Ducati 999 RS        | Team Pedercini            | 10 |
|    | Iván Silva         | Yamaha YZF-R1        | La Glisse                 | 10 |
|    | Marco Borciani     | Yamaha YZF-R1        | DFXtreme Sterilgarda      | 10 |
| 28 | Gianluca Vizziello | Yamaha YZF-R1        | Italia Lorenzini by Leoni | 9  |
| 29 | Sergio Fuertes     | Suzuki GSX-R 1000    | Reynolds Motorrad         | 7  |
| 30 | Pere Riba          | Kawasaki ZX-10R      | PSG-1 Kawasaki Corse      | 6  |
| 31 | Andrew Stroud      | Suzuki GSX-R 1000 K4 | Superbike New Zealand     | 5  |
|    | Lorenzo Alfonsi    | Yamaha YZF-R1        | D.F.X. Treme              | 5  |
| 33 | Dennis Hobbs       | Yamaha YZF-R1        | Team Nvidia               | 4  |
| 34 | Miguel Praia       | Yamaha YZF-R1        | DFXtreme Sterilgarda      | 3  |
| 35 | Julien Da Costa    | Yamaha YZF-R1        | DFXtreme Sterilgarda      | 2  |
|    | Norino Brignola    | Ducati 999 RS        | Ducati SC Caracchi        | 2  |
|    | Alessio Velini     | Ducati 999 RS        | Team Pedercini            | 2  |
|    | Luca Conforti      | Ducati 999 RS        | Guandalini                | 2  |
| 39 | Stefano Cruciani   | Kawasaki ZX-10R      | PSG-1 Kawasaki Corse      | 1  |
|    | Massimo Roccoli    | Yamaha YZF-R1        | Italia Lorenzini by Leoni | 1  |

## Konstrukteurswertung
| 1 | Suzuki       | 468 |
| 2 | Honda        | 403 |
| 3 | Ducati       | 385 |
| 4 | Yamaha       | 322 |
| 5 | Kawasaki     | 183 |
| 6 | Petronas FP1 | 48  |